# 蔡惠婷
蔡惠婷（1982年1月3日—）為臺灣女性政治人物，時代力量黨籍，暱稱小鳥老師。現任新竹市市議員、時代力量新竹市議會黨團成員、時代力量紀律委員，曾任時代力量選舉委員、時代力量決策委員。

## 生平

### 早年及教職生涯
蔡惠婷生於臺灣臺南市，臺南女中、國立台東師範學院語文教育系畢。2005年參與612拯救國教遊行。2005年至2016年於新竹市陽光國小任代理教師。同時活躍於批踢踢實業坊新竹板，2009年於新竹板發起主辦「反飆車救治安」活動，在新竹市政府前集會。2013年申請並執行「外婆橋計畫」，陪同越配子女學生家庭至越南返鄉探親。

### 從政

#### 第10屆新竹市議員
2018年1月，時代力量公布首波議員提名，蔡惠婷擬參選新竹市第一選區。同年11月24日獲5,030票，當選新竹市議員。就任後，與同黨的林彥甫、廖子齊於新竹市議會組成時代力量黨團。任內向林智堅市府質詢學校容量不足、爭取教師權益，並要求改善代理教師的勞動條件。
2019年11月1日，時代力量新竹市立法委員選舉參選人高鈺婷、時代力量決策委員邱顯智、時力新竹市議員廖子齊、林彥甫、蔡惠婷等人舉著「新竹連儂牆遍地開花」牌，從迎曦門遊行至競選總部，宣告於競選總部外設置連儂牆，希望在新竹市遍地開花。

#### 第11屆新竹市議員
2022年，蔡惠婷以4,907票連任。續向高虹安市府爭取開足正式教師缺，補足代理教師聘期。2023年1月，市政府核給代理教師全學年聘期。

#### 時代力量黨職
積極參與時代力量黨務，擔任過時代力量選舉委員、時代力量決策委員。2025年2月27日當選時代力量紀律委員。

## 選舉紀錄
| 年度 | 選舉屆數               | 選舉區           | 所屬政黨 | 得票數 | 得票率 | 當選標記 | 備註 |
| ---- | ---------------------- | ---------------- | -------- | ------ | ------ | -------- | ---- |
| 2018 | 第十屆新竹市議員選舉   | 新竹市第一選舉區 | 時代力量 | 5,030  | 7.02%  |          |      |
| 2022 | 第十一屆新竹市議員選舉 | 新竹市第一選舉區 | 時代力量 | 4,907  | 6.57%  |          |      |

## 外部連結
- 蔡惠婷 小鳥老師東區飛翔的Facebook專頁
- 時代力量新竹黨部的Facebook專頁 （页面存档备份，存于）